# Saint Herculan et Saint Jacques le Majeur
Saint Herculan et Saint Jacques le Majeur est une peinture religieuse du Pérugin, datant de 1502-1512 environ, et conservée au musée des Beaux-Arts de Lyon.

## Histoire
Le tableau provient du polyptyque de Sant'Agostino, une peinture religieuse du Pérugin, réalisée pendant la période tardive du peintre de 1502 à 1512 environ, placée côté nef, en pendant avec Saint Jean l'Évangéliste et saint Augustin  et surmonté d'un tondo (perdu).
Le tableau fait partie d'une  réquisition de six panneaux par les troupes françaises (1803).

## Thème
La représentation, selon l'iconographie chrétienne, est celle de deux évêques martyrs, conjoints dans le même tableau : saint Herculan, évêque martyr de Pérouse,  et  saint Jacques le Majeur, premier évêque martyr.

## Description
Saint Herculan est représenté à gauche du tableau debout, priant main jointes, vêtu d'un riche habit d'évêque brodé de motifs dorés, coiffé de sa mitre, tenant la crosse au creux de son épaule gauche, surmontée d'un étendard avec le blason de la ville de Pérouse, regardant vers le haut et tournant le dos à saint Jacques. 
À droite du tableau, saint Jacques, pieds nus, tient de ses deux mains un livre sur son ventre, son bâton de pèlerin  au creux du bras  gauche, le regard dirigé vers saint Herculan.
En arrière-plan, le paysage pauvre en végétation s'étale avec une série de monts et collines qui se dégrade dans le lointain selon les règles de la perspective atmosphérique.
À leurs pieds on note des plantes détaillées et sur le côté droit au-dessus de l'épaule de saint Augustin un frêle arbrisseau typique du Pérugin.

## Analyse
Les deux saints témoignent d’une conception de la beauté idéale et la qualité monumentale des figures. Leur intégration dans le paysage est propre à Pérugin.
Le dessin est clair et bien défini, les lignes liantes, la composition sereine et plaisante. Les figures possèdent une idéalisation parfaite. Elles ne sont pas issues de l'étude du naturel mais plutôt de l'esthétique des développements artistiques du XVIe siècle.

## Sources
- Saint Herculan, évêque de Pérouse et saint Jacques le Majeur, premier évêque martyr sur la base Arcade
- Notice no 000PE029971, sur la plateforme ouverte du patrimoine, base Joconde, ministère français de la Culture.